# 알렉산드루폴리

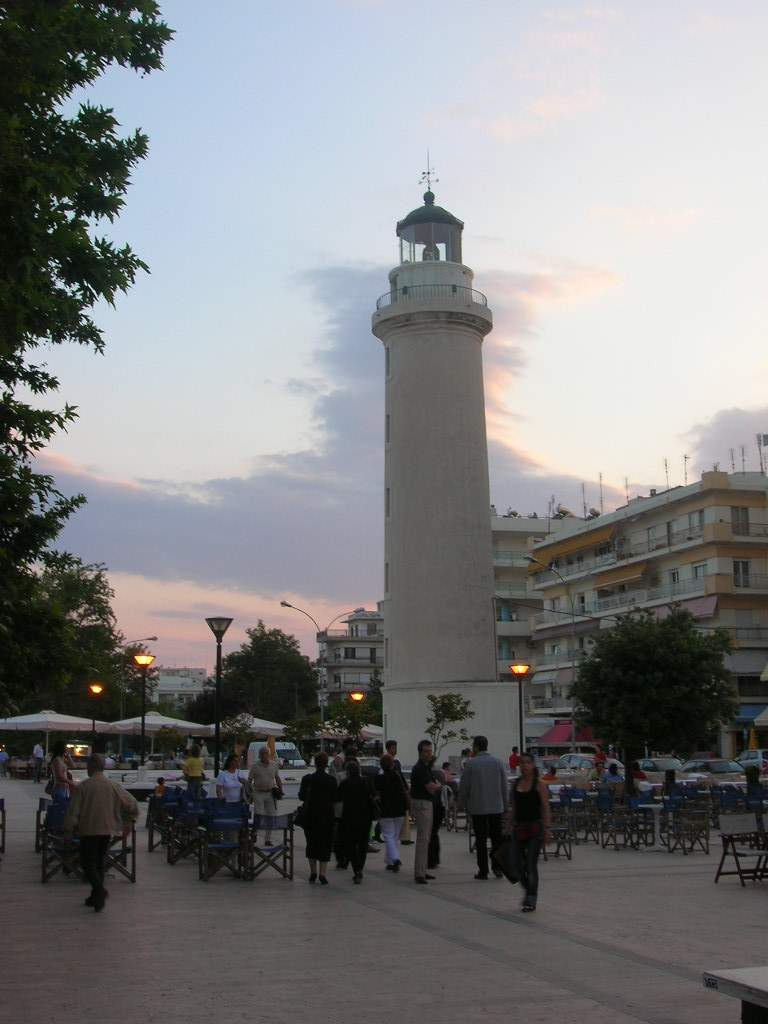
알렉산드루폴리에 있는 등대

알렉산드루폴리(그리스어: Αλεξανδρούπολη)는 그리스 북동부 서트라키아 지방에 위치한 도시로 동마케도니아 트라키주에 속하는 현인 에브로스 현의 현청 소재지이며 면적은 642.245km2, 인구는 52,720명(2001년 기준), 인구 밀도는 82명/km2이다. 그리스 북동부의 주요한 항구 도시다.

## 역사
오스만 제국 시대인 19세기부터 데데아아치(튀르키예어: Dedeağaç, 불가리아어: Дедеагач 데데아가치, 그리스어: Δεδεαγάτς 데데아가츠[*])라는 이름으로 불렀던 도시이다. 데데아아치는 튀르키예어로 "할아버지의 나무"라는 뜻을 갖고 있는데 '데데'(dede)는 터키어로 "할아버지"를, '아아치'(ağaç)는 "나무"를 뜻한다.
러시아-튀르크 전쟁 시기에 러시아 제국 군대에 점령되면서 러시아 군인들이 이주했다. 당시 러시아군은 군대를 빠른 속도로 진격하기 위한 차원에서 도시 확장 계획을 실시했지만 종전 이후에는 다시 오스만 제국에 반환했다. 19세기 말까지만 해도 조그마한 교역 중심지에 불과했지만 철도역 건설과 함께 파샤가 관할하는 행정구로 승격되었다.
1912년 11월 8일 제1차 발칸 전쟁에서 그리스와 동맹을 맺은 불가리아가 데데아아치를 점령했지만 1913년 7월 11일 제2차 발칸 전쟁에서 불가리아와 적대 관계에 있던 그리스에 점령되고 만다. 그리스의 데데아아치 점령은 짧은 기간 동안 지속되었고 1913년 8월 10일 부쿠레슈티 조약이 체결되면서 데데아아치는 서트라키아 지방의 다른 지역과 마찬가지로 불가리아에 편입된다.
제1차 세계 대전에서 연합국에 패한 불가리아는 1919년 11월 27일에 체결된 뇌이 조약에 따라 서트라키아 지방을 그리스에 넘겨주는 대신 에게 해를 경유하는 데데아아치 항 사용권을 계속 소유했다. 1920년 5월 14일 불가리아 위병과 그리스 위병 사이에 교대식이 열렸으며 도시 이름 또한 그리스 왕국의 알렉산드로스 국왕에서 유래된 알렉산드루폴리로 바뀌게 된다.

## 기후
| Alexandroupoli의 기후    | Alexandroupoli의 기후 | Alexandroupoli의 기후 | Alexandroupoli의 기후 | Alexandroupoli의 기후 | Alexandroupoli의 기후 | Alexandroupoli의 기후 | Alexandroupoli의 기후 | Alexandroupoli의 기후 | Alexandroupoli의 기후 | Alexandroupoli의 기후 | Alexandroupoli의 기후 | Alexandroupoli의 기후 | Alexandroupoli의 기후 |
| 월                       | 1월                   | 2월                   | 3월                   | 4월                   | 5월                   | 6월                   | 7월                   | 8월                   | 9월                   | 10월                  | 11월                  | 12월                  | 연간                  |
| ------------------------ | --------------------- | --------------------- | --------------------- | --------------------- | --------------------- | --------------------- | --------------------- | --------------------- | --------------------- | --------------------- | --------------------- | --------------------- | --------------------- |
| 역대 최고 기온 °C (°F)   | 17.8 (64.0)           | 21.4 (70.5)           | 23.4 (74.1)           | 27.0 (80.6)           | 32.0 (89.6)           | 36.8 (98.2)           | 39.0 (102.2)          | 37.4 (99.3)           | 36.8 (98.2)           | 32.6 (90.7)           | 23.8 (74.8)           | 23.2 (73.8)           | 39.0 (102.2)          |
| 일평균 최고 기온 °C (°F) | 8.4 (47.1)            | 9.6 (49.3)            | 12.3 (54.1)           | 17.3 (63.1)           | 22.4 (72.3)           | 27.1 (80.8)           | 30.1 (86.2)           | 30.2 (86.4)           | 26.4 (79.5)           | 20.2 (68.4)           | 15.1 (59.2)           | 10.7 (51.3)           | 19.1 (66.4)           |
| 일일 평균 기온 °C (°F)   | 4.8 (40.6)            | 5.8 (42.4)            | 8.5 (47.3)            | 13.2 (55.8)           | 18.3 (64.9)           | 23.0 (73.4)           | 25.6 (78.1)           | 25.2 (77.4)           | 21.0 (69.8)           | 15.5 (59.9)           | 11.0 (51.8)           | 7.0 (44.6)            | 14.9 (58.8)           |
| 일평균 최저 기온 °C (°F) | 1.1 (34.0)            | 1.9 (35.4)            | 3.7 (38.7)            | 7.1 (44.8)            | 11.1 (52.0)           | 14.8 (58.6)           | 17.4 (63.3)           | 17.2 (63.0)           | 14.0 (57.2)           | 10.1 (50.2)           | 6.7 (44.1)            | 3.3 (37.9)            | 9.0 (48.2)            |
| 역대 최저 기온 °C (°F)   | −13.2 (8.2)           | −14 (7)               | −13.6 (7.5)           | −2.4 (27.7)           | 1.0 (33.8)            | 7.0 (44.6)            | 9.0 (48.2)            | 8.4 (47.1)            | 0.0 (32.0)            | −2 (28)               | −6.2 (20.8)           | −8.8 (16.2)           | −14 (7)               |
| 평균 강수량 mm (인치)    | 60.4 (2.38)           | 61.2 (2.41)           | 52.3 (2.06)           | 39.6 (1.56)           | 36.3 (1.43)           | 27.3 (1.07)           | 17.6 (0.69)           | 10.6 (0.42)           | 31.0 (1.22)           | 50.5 (1.99)           | 75.7 (2.98)           | 86.8 (3.42)           | 549.3 (21.63)         |
| 평균 강수일수 (≥ 1.0 mm) | 6.8                   | 6.1                   | 5.8                   | 5.5                   | 5.1                   | 3.4                   | 2.5                   | 1.5                   | 2.7                   | 4.6                   | 6.6                   | 8.2                   | 53.8                  |
| 평균 상대 습도 (%)       | 74.9                  | 73.6                  | 73.0                  | 71.3                  | 68.6                  | 60.6                  | 54.4                  | 53.3                  | 59.7                  | 67.6                  | 75.2                  | 76.7                  | 67.4                  |
| 출처: NOAA               |                       |                       |                       |                       |                       |                       |                       |                       |                       |                       |                       |                       |                       |

## 같이 보기
- 서트라키아